# 箭山遺址
箭山遺址位於四川省阿壩藏族羌族自治州理縣，文物遺址年代判定為新石器時代。2007年6月1日公佈為四川省第七批文物保護單位。